# ديبورا إل. كوك
ديبورا إل. كوك (بالإنجليزية: Deborah L. Cook)‏ هي قاضية ومحامية أمريكية، ولدت في 8 فبراير 1952 في بيتسبرغ في الولايات المتحدة.

## وصلات خارجية
- ديبورا إل. كوك على موقع إن إن دي بي (الإنجليزية)